# Josef Zedník
Josef Zedník (13. srpna 1921 Určice – 1. dubna 2006 Brno) byl český a československý politik Československé strany lidové a poúnorový poslanec Národního shromáždění ČSR, Národního shromáždění ČSSR a Sněmovny lidu Federálního shromáždění.

## Biografie
Pocházel z dělnické rodiny. Vyučil se mechanikem. Po roce 1948 byl členem ČSL, od počátku 50. let funkcionářem Okresního výboru ČSL a ONV v Prostějově. Po absolvování čtyřměsíční stranické školy v roce 1952 byl navržen do vyšších funkcí: člen KAV ČSL, v letech 1954–1960 tajemník Krajského výboru ČSL Olomouckého kraje, po správní reorganizaci roku 1960 krajský tajemník jihomoravského Krajského výboru ČSL v Brně.
Ve volbách roku 1954 byl zvolen za ČSL poslancem ve volebním obvodu Prostějov I. Mandát obhájil ve volbách v roce 1960 (nyní již jako poslanec Národního shromáždění ČSSR za Jihomoravský kraj) a ve volbách v roce 1964. V Národním shromáždění zasedal až do konce jeho funkčního období v roce 1968, přičemž od dubna zastával post místopředsedy Národního shromáždění. K roku 1968 se uvádí jako místopředseda Národního shromáždění, bytem Konice.
V 50. letech 20. století se podílel na agitaci a nátlaku na zemědělce ve prospěch zakládání JZD. K roku 1954 se profesně uvádí jako člen rady KNV v Olomouci. Podle údajů z roku 1964 byl vedoucím tajemníkem Krajského výboru ČSL v Jihomoravském kraji. Po celou dobu své politické kariéry zastával silně prokomunistické postoje, byl vždy loajální k režimu a Plojharovu vedení. V 60. letech působil jako člen předsednictva Ústředního výboru ČSL a místopředseda Národního shromáždění, ze které se zúčastnil mnoha meziparlamentárních jednání v zahraničí. Nositel vyznamenání Za zásluhy o výstavbu (uděleno roku 1957).
Po invazi vojsk Varšavské smlouvy do Československa byl ráno 21. srpna 1968 zvolen členem delegace Národního shromáždění (Dušan Špálovský, Zdeněk Fierlinger, Andrej Žiak, Josef Zedník, Alois Poledňák a Vladimír Kaigl), jejímž úkolem bylo sdělit stanovisko Národního shromáždění k okupaci velvyslanci Sovětského svazu a navázat kontakt s prezidentem republiky Ludvíkem Svobodou.
Po federalizaci Československa usedl roku 1969 za ČSL do Sněmovny lidu Federálního shromáždění (volební obvod Konice), kde setrval do konce volebního období, tedy do voleb v roce 1971.